# Курново (Болгария)
Курново (болг. Курново) — село в Болгарии. Находится в Врачанской области, входит в общину Роман. Население составляет 190 человек.

## Политическая ситуация
Курново подчиняется непосредственно общине и не имеет своего кмета.
Кмет (мэр) общины Роман — Красимир Петков Петков (независимый) по результатам выборов в правление общины.